# Inam-Uthanahalli, Mysore
Inam-Uthanahalli là một làng thuộc tehsil Mysore, huyện Mysore, bang Karnataka, Ấn Độ.